# Vitticatantops
Vitticatantops is een geslacht van rechtvleugeligen uit de familie veldsprinkhanen (Acrididae). De wetenschappelijke naam van dit geslacht is voor het eerst geldig gepubliceerd in 1931 door Sjöstedt.

## Soorten
Het geslacht Vitticatantops omvat de volgende soorten:
- Vitticatantops botswana Jago, 1994
- Vitticatantops burtti Dirsh, 1956
- Vitticatantops fasciatus Karny, 1907
- Vitticatantops humeralis Thunberg, 1815
- Vitticatantops maculatus Karny, 1907
- Vitticatantops moxico Jago, 1994
- Vitticatantops zambianus Johnsen, 1981